# Меромиктический водоём

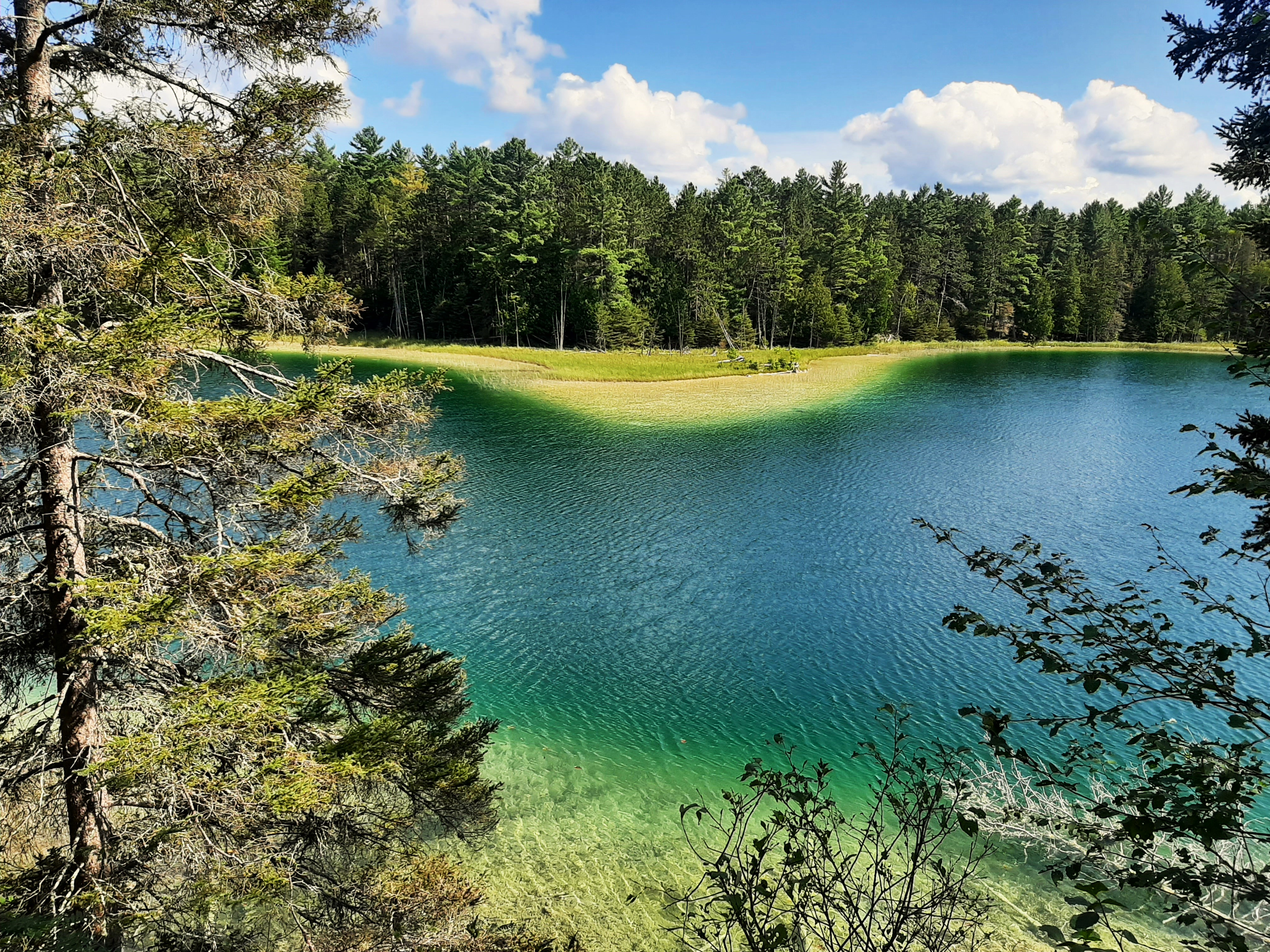
Меромиктический водоём, Онтарио

Меромиктический водоём — (от др.-греч. μέρος ‘часть’ и μίξις ‘смешение’) водоём, в котором практически отсутствует циркуляция воды между слоями различной минерализации, разделёнными так называемым хемоклином, вследствие чего вода нижнего слоя более минерализованная и плотная, чем в верхнем слое.
Термин «меромиктический» применительно к водоёмам был введён в употребление в 1935 году австрийским лимнологом И. Финденеггом, а после существенной доработки в 1937 году концепции меромиктического водоёма и введения понятия «хемоклина» британским лимнологом и экологом Дж. Э. Хатчинсоном вошёл во всеобщее употребление.
Наряду с меромиктическими водоёмами в узком смысле, в которых циркуляция воды между слоями практически отсутствует, рассматривают более многочисленную группу меромиктических водоёмов в широком смысле, в которых такая циркуляция всё же иногда имеет место, но носит нерегулярный, спорадический характер.
Крупнейшим меромиктическим водоёмом является Чёрное море, 5/6 водной толщи которого содержит сероводород (что делает данный слой непригодным для жизни организмов, нуждающихся в наличии кислорода).
Примеры меромиктических водоёмов в России — озеро Могильное на острове Кильдин (в Баренцевом море, у побережья Кольского полуострова) и озеро Шира в Хакасии. Озеро Могильное отделено от моря валунной перемычкой, которая, по разным оценкам, возникла от тысячи до 3,5 тыс. лет тому назад. В этом озере имеются три слоя: поверхностный слой с почти пресной водой, расположенный на глубине от 5 до 9 м слой с морской водой и лежащий ниже его (вплоть до максимальной, 17-метровой глубины) слой, в котором вода лишена кислорода и насыщена сероводородом. Каждый из слоёв характеризуется своей флорой и фауной, так что в озере соседствуют три экосистемы: с пресноводными организмами вблизи поверхности, типичными морскими организмами (включая треску) в среднем слое и бактериальной флорой в придонном слое. В озере Шира опреснённый поверхностный и солёный, насыщенный сероводородом слои разделяет тонкий (5 см) промежуточный слой, обогащённый кислородом и являющийся местом обитания большого количества фотосинтезирующих пурпурных бактерий.
Ареной экологической катастрофы в августе 1986 года стали окрестности камерунского высокогорного меромиктического озера Ньос. Тогда донные воды этого кратерного озера, насыщенные вулканическими газами (прежде всего, углекислотой), неожиданно вырвались на поверхность. В результате за несколько часов огромное количество углекислого газа было выброшено в прилегающие к озеру районы, распространившись почти на 30 км; от удушья погибли более 1700 человек, 3,5 тыс. голов скота.